# Mohammed Yattara
Mohammed Yattara (Conakri, Guinea, 28 de julio de 1993) es un futbolista de Guinea que juega en las posiciones de delantero centro y mediapunta, y que actualmente milita en el Al-Dhafra Club de la División 1 de EAU. Es hermano de los también futbolistas Ibrahim Yattara y Naby Yattara.

## Carrera

### Club
| Periodo   | Club                        |
| --------- | --------------------------- |
| 2010-2013 | Lyon B                      |
| 2010-2015 | Lyon                        |
| 2012      | → AC Arles-Avignon (cedido) |
| 2012-2013 | → ES Troyes (cedido)        |
| 2013      | → ES Troyes B (cedido)      |
| 2013-2014 | → Angers SCO (cedido)       |
| 2015-2017 | Standard Liège              |
| 2016      | → Angers SCO (cedido)       |
| 2017      | → AJ Auxerre (cedido)       |
| 2017-2020 | AJ Auxerre                  |
| 2020-2021 | Sichuan Jiuniu              |
| 2022-2023 | Pau FC                      |
| 2023-2024 | FC Ararat-Armenia           |
| 2024-     | Al-Dhafra Club              |

### Selección nacional
Debutó con Guinea en 2012 y formó parte de la Copa Africana de Naciones 2015. Yattara anotó un gol en el empate de Guinea 1–1 ante Costa de Marfil.
Jugó 38 partidos internacionales y anotó 12 goles hasta su retiro internacional en 2019.
| No  | Fecha      | Sede                                           | Rival           | Marcador | Resultado | Torneo                                                  |
| --- | ---------- | ---------------------------------------------- | --------------- | -------- | --------- | ------------------------------------------------------- |
| 1.  | 9-9-2012   | Stade du 28 Septembre, Conakri, Guinea         | Níger           | 1–0      | 1–0       | Clasificación para la Copa Africana de Naciones de 2013 |
| 2.  | 9-6-2013   | Stade du 28 Septembre, Conakri, Guinea         | Mozambique      | 1–0      | 6–1       | Clasificación para la Copa Mundial de Fútbol de 2014    |
| 3.  | 9-6-2013   | Stade du 28 Septembre, Conakri, Guinea         | Mozambique      | 6–1      | 6–1       | Clasificación para la Copa Mundial de Fútbol de 2014    |
| 4.  | 16-6-2013  | Stade du 28 Septembre, Conakri, Guinea         | Zimbabue        | 1–0      | 1–0       | Clasificación para la Copa Mundial de Fútbol de 2014    |
| 5.  | 25-5-2014  | Stade Olympique Yves-du-Manoir, París, Francia | Malí            | 2–1      | 2–1       | Amistoso                                                |
| 6.  | 15-10-2014 | Accra Sports Stadium, Acra, Ghana              | Ghana           | 1–1      | 1–3       | clasificación para la Copa Africana de Naciones de 2015 |
| 7.  | 20-1-2015  | Estadio de Malabo, Malabo, Guinea Ecuatorial   | Costa de Marfil | 1–0      | 1–1       | Copa Africana de Naciones 2015                          |
| 8.  | 12-10-2015 | Stade Adrar, Agadir, Marruecos                 | Marruecos       | 1–0      | 1–1       | Amistoso                                                |
| 9.  | 29-3-2016  | Kamuzu Stadium, Blantyre, Malaui               | Malaui          | 1–1      | 2–1       | Clasificación para la Copa Africana de Naciones de 2017 |
| 10. | 18-11-2018 | Stade du 28 Septembre, Conakri, Guinea         | Costa de Marfil | 1–0      | 1–1       | Clasificación para la Copa Africana de Naciones de 2019 |
| 11. | 30-6-2019  | Al Salam Stadium, El Cairo, Egipto             | Burundi         | 1–0      | 2–0       | Copa Africana de Naciones 2019                          |
| 12. | 30-6-2019  | Al Salam Stadium, El Cairo, Egipto             | Burundi         | 2–0      | 2–0       | Copa Africana de Naciones 2019                          |